# IC 5051
IC 5051 ist eine Spiralgalaxie vom Hubble-Typ Sa im Sternbild Pfau am Südsternhimmel. Sie ist schätzungsweise 585 Millionen Lichtjahre von der Milchstraße entfernt und hat einen Durchmesser von etwa 105.000 Lichtjahren.

Im selben Himmelsareal befinden sich u. a. die Galaxien IC 5044, IC 5045, IC 5048, IC 5060.
Das Objekt wurde am 26. September 1900 von DeLisle Stewart entdeckt.